# Hammond (Minnesota)
Hammond es una ciudad ubicada en el condado de Wabasha en el estado estadounidense de Minnesota. En el Censo de 2010 tenía una población de 132 habitantes y una densidad poblacional de 443,18 personas por km².

## Historia
La localidad recibió su nombre de en honor a Joseph Hammond, el propietario original del sitio donde se encuentra la población.
En septiembre de 2010, la ciudad fue evacuada debido a las inundaciones del cercano río Zumbro. Aproximadamente dos tercios de las viviendas en la ciudad resultaron gravemente dañadas.

## Geografía
Hammond se encuentra ubicada en las coordenadas 44°13′18″N 92°22′25″O / 44.22167, -92.37361. Según la Oficina del Censo de los Estados Unidos, Hammond tiene una superficie total de 0.3 km², de la cual 0.27 km² corresponden a tierra firme y (8.7%) 0.03 km² es agua.

## Demografía
Según el censo de 2010, había 132 personas residiendo en Hammond. La densidad de población era de 443,18 hab./km². De los 132 habitantes, Hammond estaba compuesto por el 96.97% blancos, el 0% eran afroamericanos, el 0% eran amerindios, el 0% eran asiáticos, el 0% eran isleños del Pacífico, el 3.03% eran de otras razas y el 0% pertenecían a dos o más razas. Del total de la población el 5.3% eran hispanos o latinos de cualquier raza.